# Углеродовское городское поселение
Углеродовское городское поселение — муниципальное образование в Красносулинском районе Ростовской области. 
Административный центр поселения — рабочий посёлок Углеродовский.

## География
Поселение располагается на северо-востоке Красносулинского района. Его площадь составляет 294 квадратных километра. Углеродовское городское поселение находится на расстоянии 65 километров от районного центра.

## История
27 августа 1927 года было образовано Углеродовское городское поселение. Численность населения составляет 2900 человек, они пользуются услугами 3 операторов связи. Представительным органом местного самоуправления выступает Собрание депутатов Углеродовского городского поселения. С 1 января 2006 года к муниципальному образованию «Углеродовское городское поселение» стал относиться рабочий поселок Углеродовский. В это время в административном центре поселения разгорелся скандал, связанный с уборкой мусора, закрытием больницы и неудовлетворительным состоянием многих объектов.
Численность избирателей в поселении составляет 1762 человека по состоянию на 2017 год. Функционирует одно дошкольное образовательное учреждение, которое посещает 52 ребенка, в местной школе обучается 182 ученика. Работает дом культуры и 2 библиотеки, 1 спортивный зал и 2 спортивные площадки.  Главой Углеродовского городского поселения является Буравикова Екатерина Петровна. Администрация муниципального образования расположена по адресу поселок Углеродовский, улица Восточная, дом 84 а. Среди знаменательных дат муниципального образования значится День Шахтера, который празднуется в последнее воскресенье августа.

## Административное устройство
В состав Углеродовского городского поселения входит:
- рабочий посёлок Углеродовский.

## Население
| 2009  | 2010  | 2012  | 2013  | 2014  | 2015  | 2016  |
| ----- | ----- | ----- | ----- | ----- | ----- | ----- |
| 2762  | ↘2510 | ↘2448 | ↘2379 | ↘2346 | ↘2307 | ↘2285 |
| 2017  | 2018  | 2019  | 2020  | 2021  |       |       |
| ↘2248 | ↘2189 | ↘2144 | ↗2179 | ↗2242 |       |       |

## Достопримечательности
Вблизи административного центра поселения – поселка Углеродовского, расположены Донские водопады. 